# Намистини Бейлі

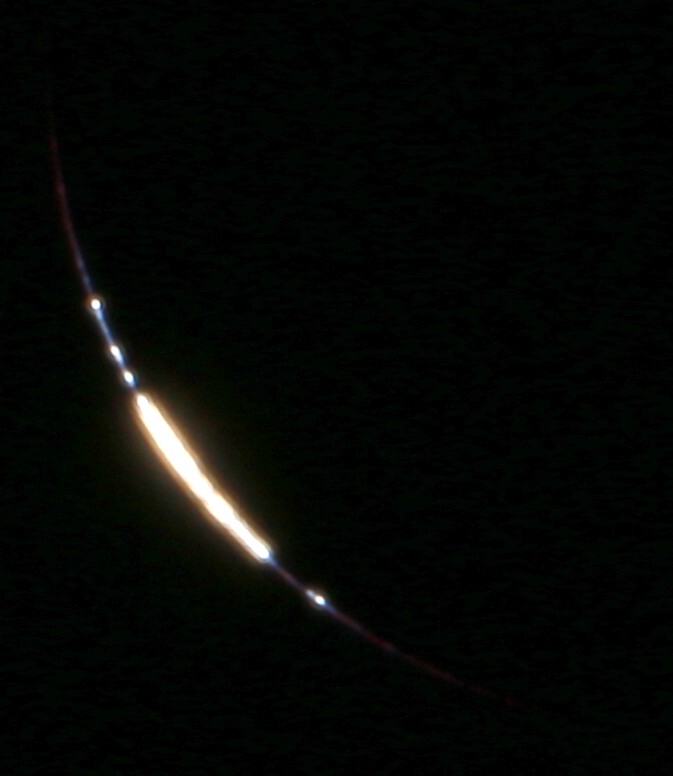
Намисто Бейлі сфотографоване за 4 секунди до повного сонячного затемнення 21 серпня 2017 року.

Ефект намистин Бейлі, або ефект діамантового кільця, характерний для повних і кільцеподібних сонячних затемнень. Коли Місяць закриває Сонце під час сонячного затемнення, складний рельєф місячної поверхні дозволяє сонячному світлу просвічувати в одних місцях, а в інших — ні. Ефект названий на честь Френсіса Бейлі, який пояснив це явище у 1836 році. Ефект діамантового кільця спостерігається, коли залишається лише одна намистинка, що виглядає як блискучий «діамант», вправлений у яскраве кільце навколо місячного силуету.
Рельєф Місяця має значну рельєфність через наявність гір, кратерів, долин та інших топографічних особливостей. Нерівності профілю місячного лімба («краю» Місяця, як його видно здалеку) точно відомі зі спостережень за пасовищними затемненнями зір. Таким чином, астрономи досить добре уявляють, над якими горами й долинами з'являться намистини напередодні затемнення. У той час як намистини Бейлі з'являються на кілька секунд у центрі траєкторії затемнення, їхня тривалість досягає максимуму біля країв траєкторії умбри та триває 1-2 хвилини.
Після того, як ефект діамантового кільця зменшиться, наступний ефект намистин Бейлі та фазу повного затемнення можна безпечно спостерігати без сонячних фільтрів, які використовуються під час часткових фаз. На той час видно менш як 0,001% фотосфери Сонця.
Спостерігачі на шляху повного сонячного затемнення бачать спочатку поступове покриття Сонця місячним силуетом протягом невеликого проміжку часу від однієї хвилини до чотирьох хвилин, а потім ефект діамантового кільця (видимого без фільтрів), коли зникає останній шматочок фотосфери. Коли спалах світла від кільця згасає, з'являються намистини Бейлі, коли останні шматочки яскравої фотосфери просвічують через долини, вирівняні на краю Місяця. Коли намистини Бейлі зникають за місячним краєм, що наближається (вони також з'являються в кінці повного місяця), з'являється тонка червонувата смужка, яка називається хромосферою (від грец. chrōma — «колір»). Хоча червонувате водневе випромінювання найбільш помітне неозброєним оком, хромосфера також випромінює тисячі додаткових спектральних ліній.

## Спостереження
Хоча часто кажуть, що Бейлі відкрив причину властивості, яка має його ім'я, сер Едмонд Галлей вперше зафіксував спостереження намистин Бейлі під час сонячного затемнення 3 травня 1715 року. Галлей описав і правильно встановив причину наслідку у своїх «Спостереження пізнього повного сонячного затемнення [...]» у «Філософські праці Королівського товариства»:
Приблизно за дві хвилини до повного занурення решта Сонця перетворилася на дуже тонкий ріг, крайні точки якого, здавалося, втратили свою гостроту і стали круглими, як зірки... їхня поява не могла бути зумовлена нічим іншим, окрім нерівностей поверхні Місяця, з деякими піднесеними частинами біля південного полюса Місяця, які перехоплювали частину цієї надзвичайно тонкої нитки світла.
Термін «намистини Бейлі» увійшов у вжиток після того, як Бейлі описав це явище Королівському астрономічному товариству в грудні 1836 року. Спостерігаючи сонячне затемнення 15 травня 1836 року з Джедборо в Шотландії, він повідомив про це:
...коли вершини сонця були на відстані близько 40 градусів одна від одної, навколо тієї частини кола Місяця, яка мала ввійти на сонячний диск, раптом утворився ряд світлих точок, схожих на нитку намистин, неоднакових за розміром і відстанню одна від одної.

## Медіа
Косма Дам'ян Азам, ймовірно, був найпершим реалістичним художником, який зобразив повне сонячне затемнення і діамантове кільце. Його картина була закінчена в 1735 році.
Феномен намиста Бейлі можна побачити під час відкриття титрів телесеріалу «Герої» на каналі NBC, а ефект діамантового кільця — під час відкриття титрів фільму «Зоряний шлях: Вояджер», щоправда, з вигаданого позасонячного тіла, яке можна побачити з космосу.

## Галерея

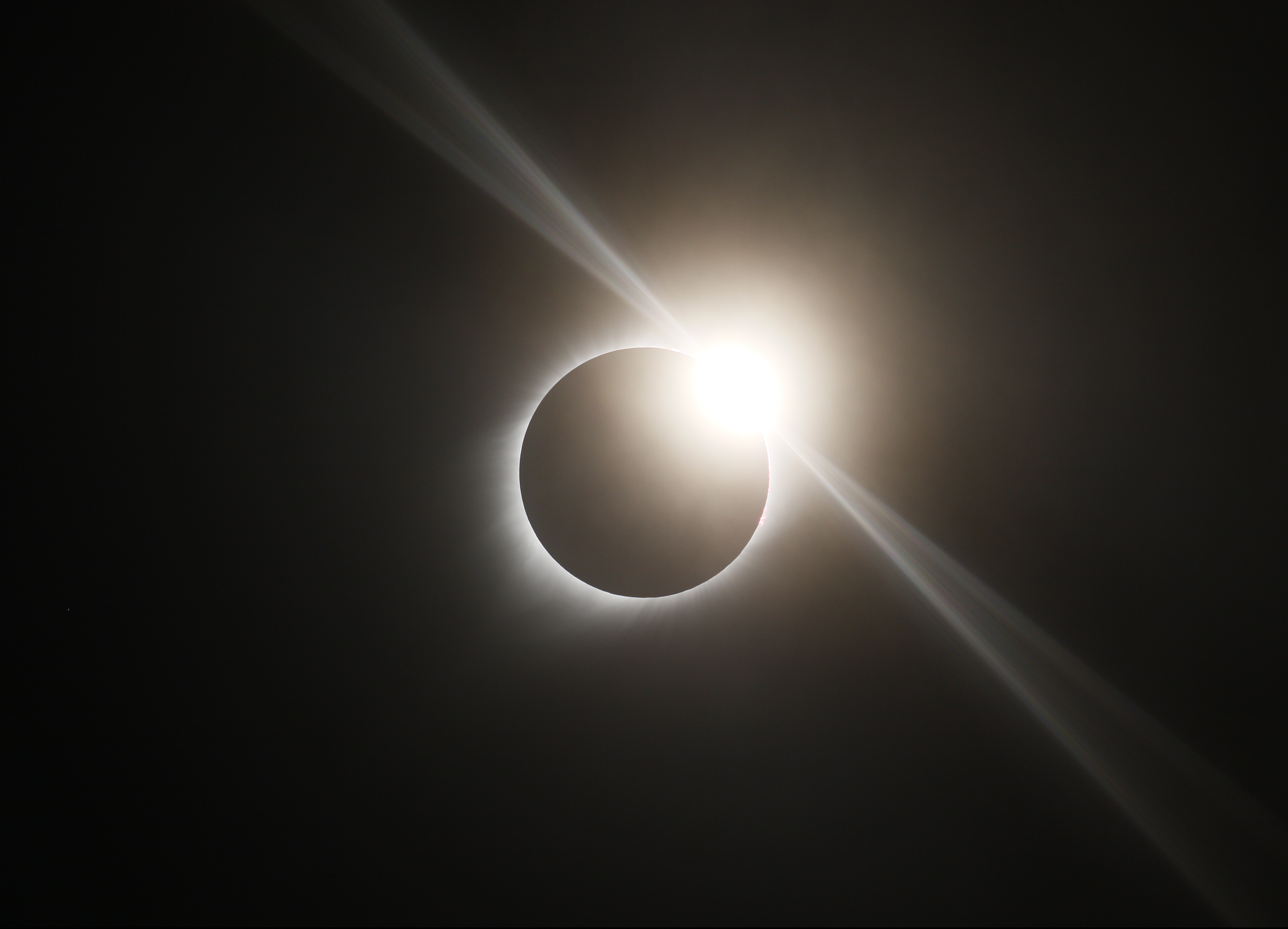
Ефект діамантового кільця під час повного сонячного затемнення 21 серпня 2017 року в Равенні, штат Небраска. (Дифракційні піки, що виходять по дотичній від діаманта, є артефактом оптики камери, а не природним явищем).
- Ефект діамантового кільця під час сонячного затемнення 29 березня 2006 року з Камизяка, Росія.
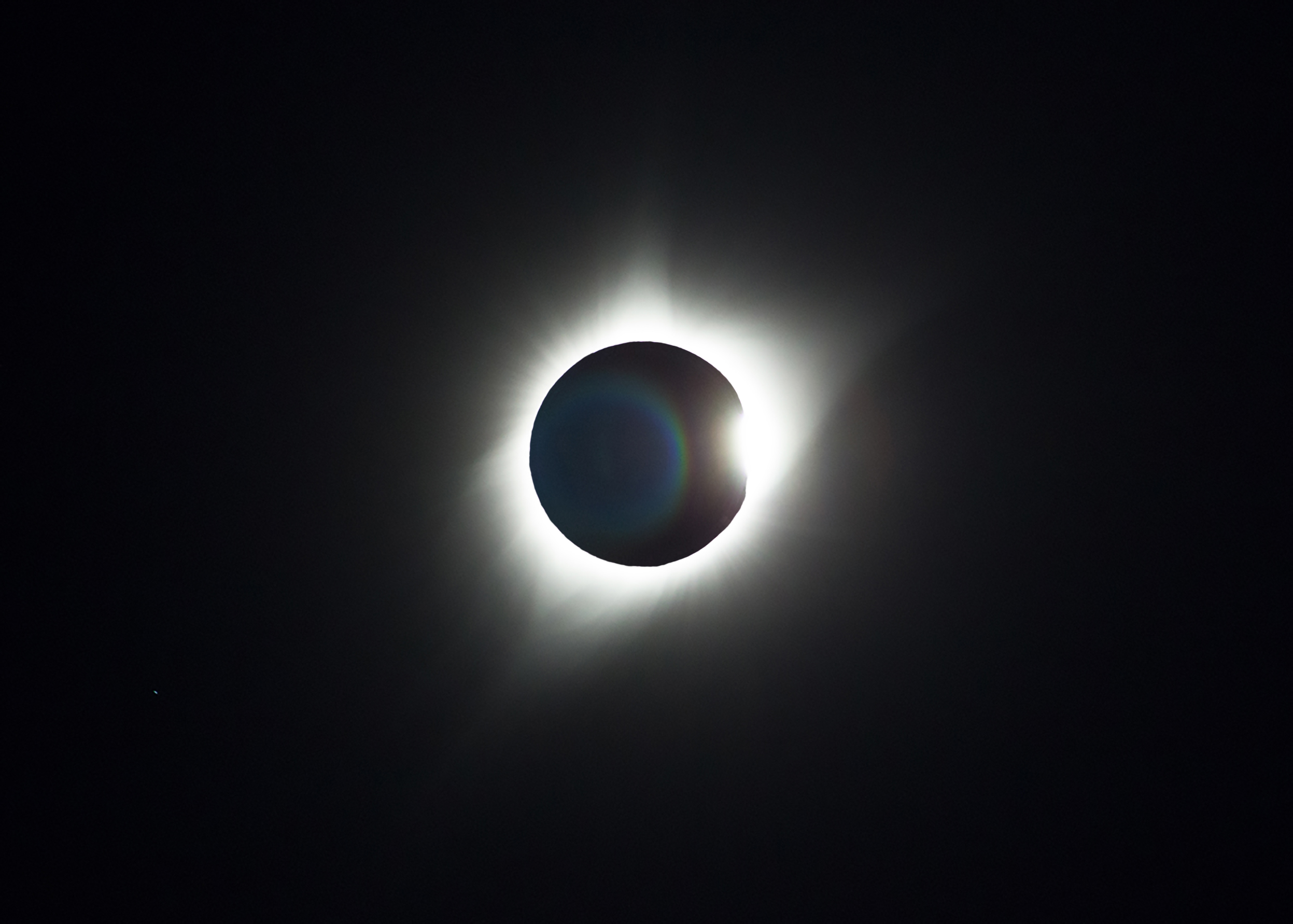
Ефект діамантового кільця закінчується під час повного сонячного затемнення 21 серпня 2017 року в центральній частині Вайомінгу. Веселкове забарвлення — це відблиск об'єктива, а не природне явище.